# 킹스 아일랜드
킹스 아일랜드(영어: Kings Island)는 미국 오하이오주 메이슨에 있는 놀이공원으로, 1972년 4월 29일에 개장하였다. 총 49개의 놀이기구가 운영 중이며, 이 중 15개의 롤러코스터와 3개의 워터 라이드가 있다.